# Vittorio Amedeo II di Savoia-Carignano
Vittorio Amedeo II di Savoia-Carignano (Torino, 31 ottobre 1743 – Torino, 10 settembre 1780) fu il quinto principe di Carignano.
Sua sorella fu la nota Principessa di Lamballe, uccisa nel corso della Rivoluzione francese, ed egli fu nonno di re Carlo Alberto di Savoia.

## Biografia

### Infanzia

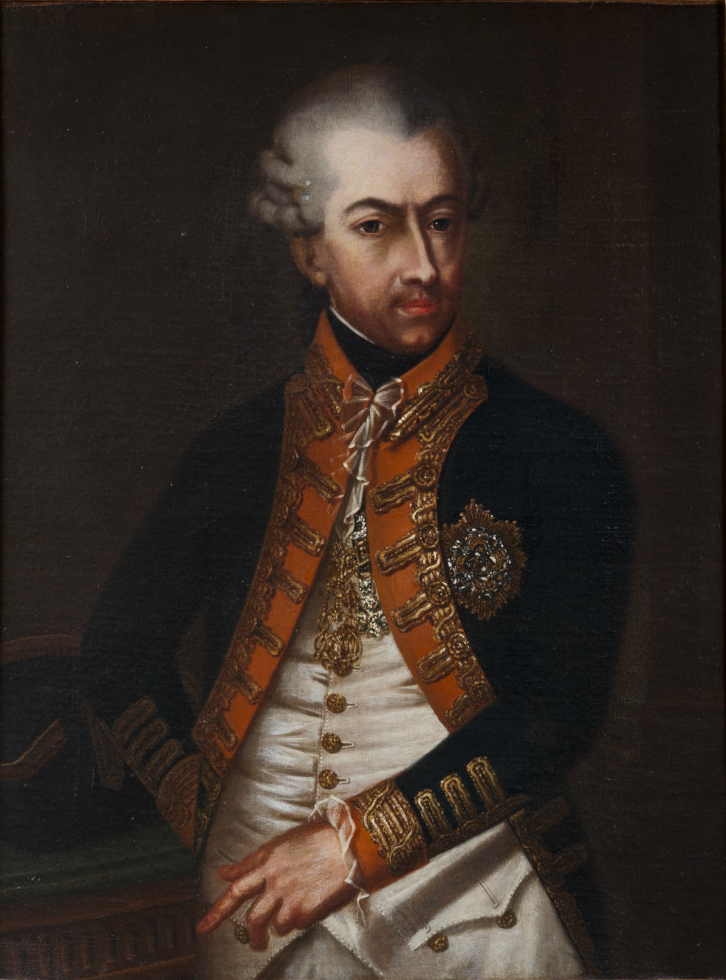
Luigi Vittorio di Savoia, principe di Carignano, ritratto nel 1777

Figlio di Luigi Vittorio e di Cristina Enrichetta d'Assia-Rheinfels-Rotenburg, Vittorio Amedeo II di Savoia-Carignano venne così battezzato in onore di suo cugino e zio, il re Vittorio Amedeo III di Savoia. Sua sorella fu la famosa principessa di Lamballe, barbaramente uccisa durante la Rivoluzione francese a Parigi in quanto stretta confidente della regina Maria Antonietta.

### Matrimonio

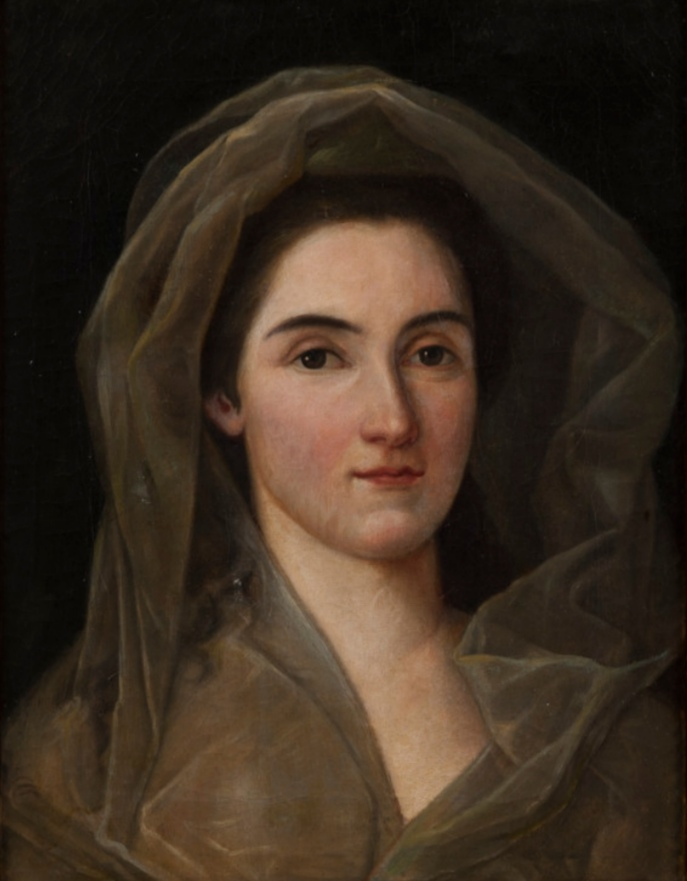
La principessa Giuseppina Teresa di Lorena-Armagnac ritratta da Michele Gallo nel 1797

Sposò a Oulx il 18 ottobre 1768 Giuseppina Teresa di Lorena-Armagnac (Oulx, 26 agosto 1753 - Torino, 8 febbraio 1797), dalla quale ebbe un figlio.

### Principe di Carignano
Vittorio Amedeo divenne cavaliere dell'Ordine Supremo della Santissima Annunziata dall'11 aprile 1763, in concomitanza con la sua nomina a Capo del Reggimento e della Brigata di Marina e Luogotenente Generale dei regi eserciti. Questa nomina, per quanto prestigiosa, a causa dei tempi pacifici in cui Vittorio Amedeo visse (prima degli anni della rivoluzione francese) non gli diede l'opportunità di aspirare alla gloria militare.

### Morte
Morì a Torino nel 1780 e venne sepolto nella cripta reale della basilica di Superga nel 1786.

## Discendenza
Il principe Vittorio Amedeo e Giuseppina Teresa di Lorena-Armagnac ebbero un figlio:
- Carlo Emanuele, principe di Carignano (1770-1800).

## Ascendenza
|                                                      |                             |                                                             | Genitori                                 |  |  | Nonni |  |  | Bisnonni                               |  |  | Trisnonni                             |  |
|                                                      |                             |                                                             |                                          |  |  |       |  |  | Emanuele Filiberto di Savoia-Carignano |  |  | Tommaso Francesco di Savoia-Carignano |  |
|                                                      |                             |                                                             |                                          |  |  |       |  |  | Emanuele Filiberto di Savoia-Carignano |  |  | Tommaso Francesco di Savoia-Carignano |  |
|                                                      |                             | Maria di Borbone-Soissons                                   |                                          |  |  |       |  |  | Emanuele Filiberto di Savoia-Carignano |  |  |                                       |  |
| Vittorio Amedeo I di Savoia-Carignano                |                             |                                                             |                                          |  |  |       |  |  | Emanuele Filiberto di Savoia-Carignano |  |  |                                       |  |
|                                                      |                             | Maria Caterina d'Este                                       | Borso d'Este                             |  |  |       |  |  |                                        |  |  |                                       |  |
|                                                      |                             | Maria Caterina d'Este                                       | Borso d'Este                             |  |  |       |  |  |                                        |  |  |                                       |  |
|                                                      |                             | Maria Caterina d'Este                                       | Ippolita d'Este                          |  |  |       |  |  |                                        |  |  |                                       |  |
| Luigi Vittorio di Savoia-Carignano                   |                             | Maria Caterina d'Este                                       |                                          |  |  |       |  |  |                                        |  |  |                                       |  |
|                                                      |                             | Vittorio Amedeo II di Savoia                                | Carlo Emanuele II di Savoia              |  |  |       |  |  |                                        |  |  |                                       |  |
|                                                      |                             | Vittorio Amedeo II di Savoia                                | Carlo Emanuele II di Savoia              |  |  |       |  |  |                                        |  |  |                                       |  |
|                                                      |                             | Vittorio Amedeo II di Savoia                                | Giovanna Battista di Savoia Nemours      |  |  |       |  |  |                                        |  |  |                                       |  |
| Maria Vittoria Francesca di Savoia                   |                             | Vittorio Amedeo II di Savoia                                |                                          |  |  |       |  |  |                                        |  |  |                                       |  |
|                                                      |                             | Giovanna Battista d'Albert de Luynes                        | Louis Charles d'Albert de Luynes         |  |  |       |  |  |                                        |  |  |                                       |  |
|                                                      |                             | Giovanna Battista d'Albert de Luynes                        | Louis Charles d'Albert de Luynes         |  |  |       |  |  |                                        |  |  |                                       |  |
|                                                      |                             | Giovanna Battista d'Albert de Luynes                        | Anne de Rohan                            |  |  |       |  |  |                                        |  |  |                                       |  |
| Vittorio Amedeo II di Savoia-Carignano               |                             | Giovanna Battista d'Albert de Luynes                        |                                          |  |  |       |  |  |                                        |  |  |                                       |  |
|                                                      | Guglielmo d'Assia-Rotenburg | Ernesto d'Assia-Rheinfels                                   |                                          |  |  |       |  |  |                                        |  |  |                                       |  |
|                                                      | Guglielmo d'Assia-Rotenburg | Ernesto d'Assia-Rheinfels                                   |                                          |  |  |       |  |  |                                        |  |  |                                       |  |
|                                                      | Guglielmo d'Assia-Rotenburg | Maria Eleonora di Solms-Lich                                |                                          |  |  |       |  |  |                                        |  |  |                                       |  |
| Ernesto Leopoldo d'Assia-Rheinfels-Rotenburg         | Guglielmo d'Assia-Rotenburg |                                                             |                                          |  |  |       |  |  |                                        |  |  |                                       |  |
|                                                      |                             | Maria Anna di Löwenstein-Wertheim                           | Ferdinando di Löwenstein-Wertheim        |  |  |       |  |  |                                        |  |  |                                       |  |
|                                                      |                             | Maria Anna di Löwenstein-Wertheim                           | Ferdinando di Löwenstein-Wertheim        |  |  |       |  |  |                                        |  |  |                                       |  |
|                                                      |                             | Maria Anna di Löwenstein-Wertheim                           | Anna Maria di Fürstenberg-Heiligenberg   |  |  |       |  |  |                                        |  |  |                                       |  |
| Cristina Enrichetta d'Assia-Rheinfels-Rotenburg      |                             | Maria Anna di Löwenstein-Wertheim                           |                                          |  |  |       |  |  |                                        |  |  |                                       |  |
|                                                      |                             | Massimiliano Carlo Alberto di Löwenstein-Wertheim-Rochefort | Ferdinando Carlo di Löwenstein-Wertheim  |  |  |       |  |  |                                        |  |  |                                       |  |
|                                                      |                             | Massimiliano Carlo Alberto di Löwenstein-Wertheim-Rochefort | Ferdinando Carlo di Löwenstein-Wertheim  |  |  |       |  |  |                                        |  |  |                                       |  |
|                                                      |                             | Massimiliano Carlo Alberto di Löwenstein-Wertheim-Rochefort | Anna Maria di Fürstenberg-Heiligenberg   |  |  |       |  |  |                                        |  |  |                                       |  |
| Eleonora Maria Anna di Löwenstein-Wertheim-Rochefort |                             | Massimiliano Carlo Alberto di Löwenstein-Wertheim-Rochefort |                                          |  |  |       |  |  |                                        |  |  |                                       |  |
|                                                      |                             | Polissena Maria di Lichtenberg und Belasi                   | Mathias Khuen di Lichtenberg und Gandegg |  |  |       |  |  |                                        |  |  |                                       |  |
|                                                      |                             | Polissena Maria di Lichtenberg und Belasi                   | Mathias Khuen di Lichtenberg und Gandegg |  |  |       |  |  |                                        |  |  |                                       |  |
|                                                      |                             | Polissena Maria di Lichtenberg und Belasi                   | Anna Susanna von Meggau zu Kreutzen      |  |  |       |  |  |                                        |  |  |                                       |  |
|                                                      |                             | Polissena Maria di Lichtenberg und Belasi                   |                                          |  |  |       |  |  |                                        |  |  |                                       |  |